# Вердеревский, Александр
Александр Вердеревский — русский поэт 1830―1840-х гг.

## Биография
Биографических сведений не сохранилось (под стихотворением 1839 года помета «Ревель»; другое стихотворение озаглавлено «В день ангела сестры моей В. Н. ГотовицкоЙ»). Рукопись первого и единственного сборника Вердеревского «Стихотворения» (М., 1838) поступила в цензуру «от купца А. Вердеревского». В
этой книге помимо романтических стихотворений («Я разлюбил!», «Предчувствие», «Безутешная скорбь») стихи, стилизованные в народном духе («Русская песня»). Сборник был замечен П. А. Плетнёвым, В. Г. Белинским и другими рецензентами, которые, отмечая лёгкость поэтического языка Вердеревского, упрекали его во вторичности (подражании В. Г. Бенедиктову и А. С. Пушкину). Белинский и рецензент журнала «Сын отечества» выражали надежды на будущие успехи «юного автора». Некоторое время Вердеревский публиковался в журналах «Библиотека для чтения» (1839, 1843), «Сыне отечества» (1839), «Современнике» (1839), но вскоре оставил поэтическое поприще.